# 292 (numero)
Duecentonovantadue (292) è il numero naturale dopo il 291 e prima del 293.

## Proprietà matematiche
- È un numero pari
- È un numero composto con i seguenti divisori: 1, 2, 4, 73, 146, 292. Poiché la somma dei suoi divisori (escluso il numero stesso) è 226 < 292, è un numero difettivo.
- È un numero noncototiente.
- È un numero palindromo nel sistema numerico decimale, nel sistema di numerazione posizionale a base 7 (565) e in quello a base 8 (444). In quest'ultima base è altresì un numero a cifra ripetuta.
- È un numero 50-gonale.
- È parte delle terne pitagoriche (192, 220, 292), (219, 292, 365), (292, 5325, 5333), (292, 10656, 10660), (292, 21315, 21317).
- È un numero intoccabile.

## Astronomia
- 292P/Li è una cometa periodica del sistema solare.
- 292 Ludovica è un asteroide della fascia principale del sistema solare.

## Astronautica
- Cosmos 292 è un satellite artificiale russo.